# تن‌مالی

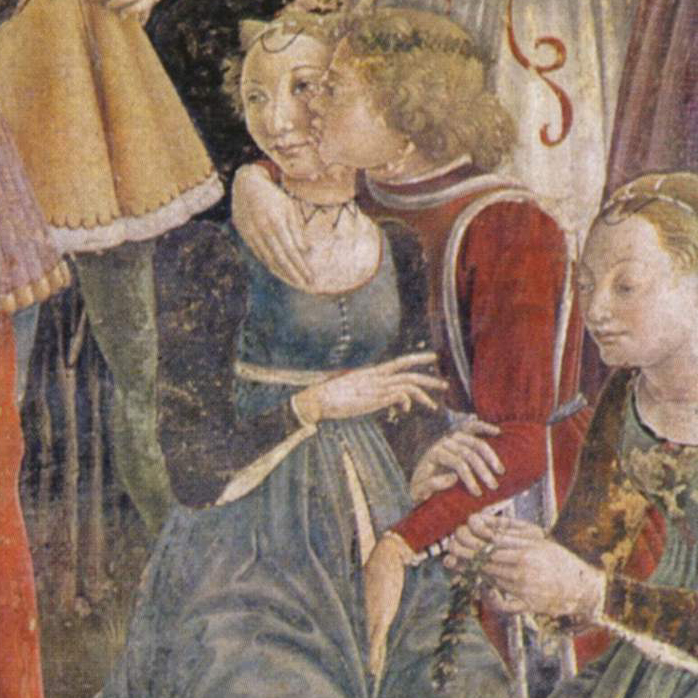
تصویر ونوس در کاخ شیفانویا (فرارا)

تَن‌مالی، مالش‌کامی یا فروتوریسم (به انگلیسی: frotteurism) به برانگیختگی جنسی بر اثر مالش ناحیه آلت جنسی فرد به بدن غریبه‌ها، گفته می‌شود. زمانی که فرد غریبه از تن‌مالی به خود ناراضی باشد عمل فرد تن‌مال تجاوز به حریم شخصی افراد به‌شمار آمده و قابل مجازات است.
فرد تن‌مال در مکان‌های پر جمعیتی مانند اتوبوس یا مترو، قربانی از همه جا بی‌خبر را انتخاب می‌کند و معمولاً خود را به او می‌مالد. او در حال مالیدن خود به قربانی‌اش تجسم می‌کند با وی رابطه جنسی نزدیکی دارد. او برای اجتناب از اینکه شناسایی شود، سریع عمل می‌کند و قبل از اینکه قربانی‌اش پی ببرد چه اتفاقی در حال وقوع است آماده گریختن است.
معمولاً این رویارویی خیلی کوتاه است و قربانی از آنچه اتفاق افتاده بی‌خبر می‌ماند. در مطالعه‌ای روی دانشجویان مرد مشخص شد که لمس کردن یا دستمالی، پس از تماشاگری جنسی، از نظر میزان شیوع مقام دوم را در میان انحرافات جنسی داراست. دستمالی به معنای لمس کردن بدن یک زن به شکلی شهوانی در یک تاکسی، اتوبوس یا مترو است. بسیاری از قربانیان حتی متوجه نمی‌شوند که چه اتفاقی افتاده است؛ بنابراین این رفتار به ندرت مورد توجه مراجع قانونی قرار می‌گیرد. اگر چه تنها ۶ در صد نوجوانان و ۴ درصد بزرگسالان در یک نمونه بالینی بیان داشتند که مشکل لمس آلت دارند، اما ممکن است کمی این تعداد به این دلیل باشد که بسیاری از مردان این رفتار را یک مشکل تلقی نمی‌کنند یا تصور نمی‌کنند که برای قربانیان شان آسیب‌زا است. البته آنهایی که گرفتار این عمل می‌شوند، به‌طور مکرر آن را انجام می‌دهند. نوجوانان بیان داشتند که ۱ تا ۱۸۰ بار، (به‌طور میانگین ۳۱ بار) دست به این کار زده‌اند.

## نظریه تن‌مالی
نظریه یادگیری در مورد مالش دوستی نیز مانند ناهنجاری‌های جنسی دیگر الگوی مفیدی در اختیار می‌گذارد. طبق این دیدگاه این رفتار در مقطعی از زندگی مالش‌دوست از طریق تجربه لذت‌بخش شاید غیرعمدی فراگیری شده و هر بار تکرار این رفتار تقویت بیشتری فراهم می‌کند.

## رفع گرایش به تن‌مالی
درمان به صورت یادگیری زدایی این تداعی‌ها از طریق روش‌هایی چون خاموشی و شرطی‌سازی ناآشکار اجرا می‌شود.